# 圆地文子

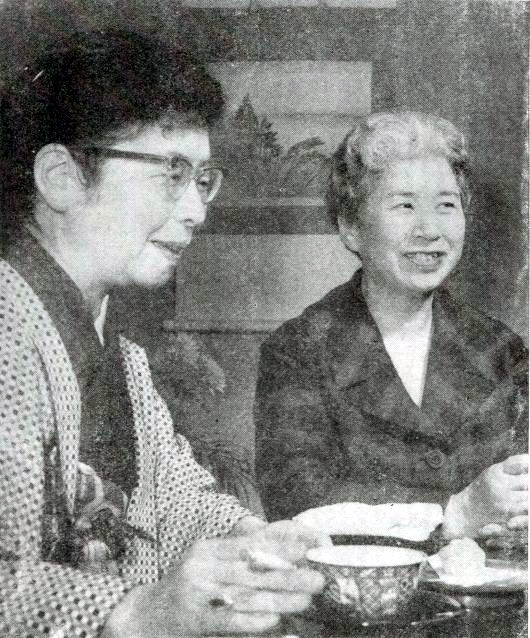
圆地文子（图左）

圆地文子（日语：／，本名为，1905年10月2日—1986年11月12日），原名上田富美，日本女作家。

## 生平
1905年10月生于东京浅草区，东京帝国大学语言学教授上田万年次女。曾就读于日本女子大学附属高级女子中学。1928年发表和上演剧作《晚春骚夜》。1936年参加《人民文库》同人杂志，开始写小说。

## 著作
有《散文恋爱》 (1936)、《女人的冬天》(1939)《饥饿的岁月》 (1953)，长篇小说《女坂》(1949—1957)、《活神仙的故事》(1959—1965)，自传体三部曲 《夺红者》 (1955)、《受伤的翅膀》 (1960)、《彩虹与修罗》 (1968)等。